# Heinrich Ernst Schirmer
Heinrich Ernst Schirmer, född den 27 augusti 1814 i Leipzig, död den 6 september 1887 i Giessen, var en tysk arkitekt, far till Herman Major Schirmer och Adolf Schirmer.
Schirmer studerade i München och Dresden och reste 1838 på inrådan av landskapsmålaren Johan Christian Dahl till Norge. I Kristiania (nuvarande Oslo) blev han anställd vid byggnationen av det kungliga slottet, där han utförde inrednings- och dekoreringsarbeten. Han fick sedan i uppdrag att undersöka Nidarosdomen, gav det första förslaget till dess återställande och ledde restaureringsarbetet 1869–1871. 

## Verk

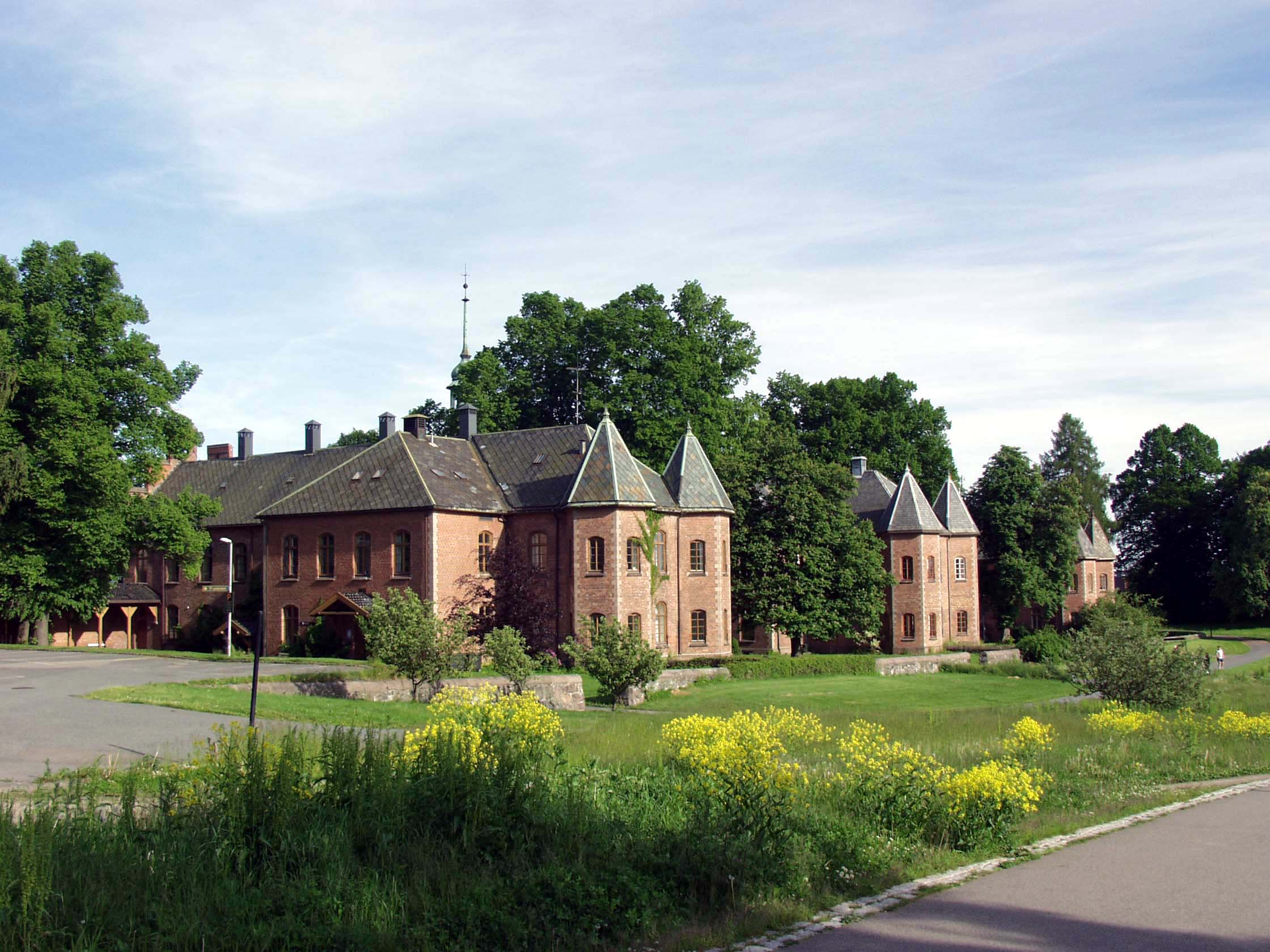
Gaustads psykiatriska sjukhus.

Schirmer ritade bland annat Gaustads psykiatriska sjukhus, Vestre Akers kyrka, S:t Olavs kyrka och Rikshospitalet i Kristiania, börsen och realskolan i Trondheim m.m. År 1883 återvände han till Tyskland.